# Librsvg
Librsvg – biblioteka renderująca grafikę SVG, część projektu GNOME.
Pierwsze wersje biblioteki powstały w roku 2001 a kod biblioteki był pierwotnie napisany w języku C. Od wersji 2.41 (2017) część kodu jest przepisana na język Rust przez obecnego (czerwiec 2019) opiekuna projektu – Federico Mena Quintero.
Poza projektem GNOME biblioteka jest używana m.in. w projekcie GIMP oraz ImageMagick.